# Necip Celal Andel
Necip Celal Andel (Istanbul, 1908 - 29 de desembre de 1957) fou un compositor i violinista turc del segle xx. És conegut com el compositor del primer tango en turc: Ben de Gönül Çektim Eskiden. Nascut als temps otomans, Necip Celal va cursar els seus estudis bàsics i secundàris a Istanbul. Invident des de l'edat de 18, va començar a compondre cançons a la mateixa edat. Va rebre lliçons de música d'Edgar Manas. Va anar a Alemanya per cursar els estudis superiors de Dret, però finalment decideix fer-se músic.
El seu tango, Ben de Gönül Çektim Eskiden ("Jo també he sofert -del amor- en el passat", també conegut com a Mazi Kalbimde Yaradır, "El passat és una ferida en el meu cor"), compost l'any 1928, amb lletra de Necdet Rüştü Efe, i cantat per la cantant turca Seyyan Okyay es considera el primer tango turc. El fet que l'actriu alemanya Evelyn Holt la cantara en el cinema Hale de Kadıköy en una visita a Istanbul, va contribuir a la seva fama. També va compondre un himne a Fenerbahçe SK.